# Los Cóndores (ort)
Los Cóndores är en ort i Argentina.   Den ligger i provinsen Córdoba, i den centrala delen av landet, 600 km väster om huvudstaden Buenos Aires. Los Cóndores ligger 542 meter över havet och antalet invånare är 2 720.
Terrängen runt Los Cóndores är lite kuperad. Närmaste större samhälle är Almafuerte, 14,2 km norr om Los Cóndores.
Trakten runt Los Cóndores består till största delen av jordbruksmark. Runt Los Cóndores är det glesbefolkat, med 12 invånare per kvadratkilometer.